# Smash!

Smash! est une revue de bande dessinée britannique, publiée entre 1966 et 1971 par International Publishing Corporation.
La série Janus Stark y a fait ses débuts le 15 mars 1969.
A compter d'avril 1971, elle fusionne avec la revue Valiant.